# Lista de praças de Porto Alegre
Esta lista objetiva reunir todas as praças localizadas na cidade brasileira de Porto Alegre, capital do estado do Rio Grande do Sul.

## Informações gerais
Atualmente, Porto Alegre dispõe de 582 praças urbanizadas, que ocupam, em conjunto, uma área total superior a 4 milhões de m².
A praça de que se tem registro há mais tempo (desde meados do século XIX) é a Brigadeiro Sampaio, localizada no Centro Histórico da cidade.
Assim como em outras grandes cidades brasileiras, as praças de Porto Alegre sofrem com atos de vandalismo ou com o descaso do poder executivo municipal. Para minimizar o problema, criou-se o programa Adote uma Praça, fruto de uma parceria do poder público com a iniciativa privada, através do qual qualquer pessoa jurídica pode se responsabilizar pela restauração de um espaço na cidade. Estima-se que a manutenção dessas áreas, de competência da Secretaria Municipal do Meio Ambiente (SMAM), custe anualmente cerca de 15 milhões de reais aos cofres públicos.
A privatização de áreas verdes em Porto Alegre tem sido outro grande problema enfrentado pela prefeitura. De acordo com a SMAM, existem cerca de 100 praças nessa situação e, embora medidas legais sejam tomadas, a reintegração de posse costuma ser um processo jurídico extenso. Além disso, constatou-se que as praças mais suscetíveis a invasões são aquelas que não estão devidamente urbanizadas ou aparentando abandono. Algumas praças nem sequer possuem nomes, sendo conhecidas por números. Muitas das construções irregulares foram feitas por pessoas de baixo poder aquisitivo, mas são conhecidos casos envolvendo famílias de maiores recursos e, inclusive, condomínios residenciais.

## Lista de praças
- Praça Antônio Luis Roso
- Praça Argentina
- Praça Augusto Ruski
- Praça Brigadeiro Sampaio

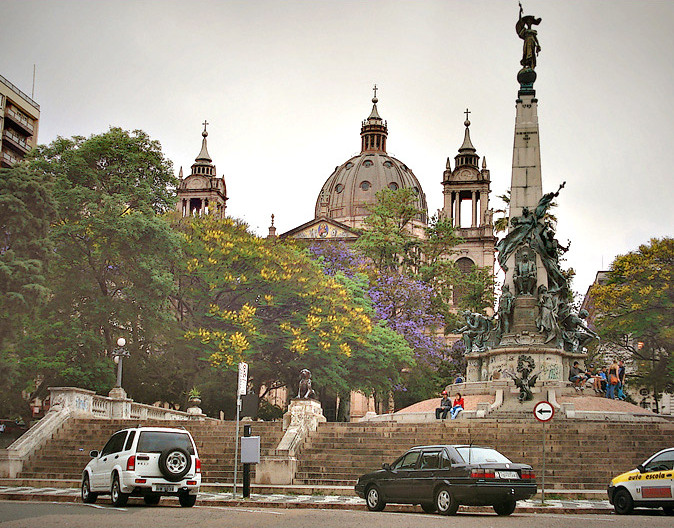
A Praça da Matriz, considerada a principal da cidade.

- Praça Carlos Simão Arnt, ou Praça da Encol
- Praça Conde de Porto Alegre
- Praça da Alfândega
- Praça Darcy Azambuja
- Praça Demétrio Ribeiro
- Praça Desembargador La Hire Guerra
- Praça do Japão
- Praça Dom Feliciano
- Praça Dom Sebastião
- Praça Doutor Baltazar de Bem
- Praça Doutor Jurandyr Barcellos da Silva
- Praça Doutor Maurício Cardoso
- Praça Frederico Arnaldo Ballvé
- Praça Garibaldi
- Praça General Osório
- Praça Gustavo Langsch
- Praça Henrique Halpern
- Praça Itália
- Praça Júlio de Castilhos
- Praça Libanesa
- Praça Marcos Rubin
- Praça Marechal Deodoro, ou Praça da Matriz
- Praça México
- Praça Montevidéu
- Praça Morro da Primavera
- Praça Nelson Bório
- Praça Otávio Rocha
- Praça Pereira Parobé
- Praça Professor Leonardo Macedônia
- Praça Província de Shiga
- Praça Rui Barbosa
- Praça Sport Club Internacional
- Praça Tamandaré
- Praça Wolfgang Klaus Sopher
- Praça XV de Novembro
- Praça Zeno Simon